# Théodore Pilette
Théodore Pilette (ur. 8 września 1883 w Saint-Gilles, zm. 13 maja 1921 w Capellen) – belgijski kierowca wyścigowy.

## Kariera
W swojej karierze wyścigowej Pilette startował głównie w wyścigach Grand Prix i w Stanach Zjednoczonych w mistrzostwach AAA Championship Car oraz towarzyszącym mistrzostwom słynnym wyścigu Indianapolis 500. W sezonie 1913 roku Belg osiągnął linię mety Indy 500 jako piąty. W klasyfikacji mistrzostw z dorobkiem dziewięćdziesięciu punktów został sklasyfikowany na 31 miejscu. Rok później wystartował w Grand Prix Francji. Jednak z powodu awarii musiał wycofać się z wyścigu już na trzecim okrążeniu.

## Życie prywatne
Théodore to ojciec byłego kierowcy Formuły 1 André Pilette oraz dziadek innego uczestnika Mistrzostw Świata Teddiego Pilette